# Jean-Baptiste Brugoux
Jean-Baptiste Brugoux est un homme politique français né le 27 juillet 1753 à Saint Cirgues (Lot) et mort à une date inconnue.

## Biographie
Frère d'Antoine Brugoux, député du Lot en 1791, il est procureur syndic du district de Figeac, puis est élu député du Lot au Conseil des Cinq-Cents le 24 vendémiaire an IV.
Il obtint une licence en droit de  l'université de Toulouse le 27 février 1779.
Il se marie avec Marguerite Davines à Figeac le 14 janvier 1795, fille de Paul François marchand, négociant à Figeac (46).
Il est élu député du Lot le 16 octobre 1795 , membre du conseil des Cinq-Cents par 202 voix. Son nom n'apparait toutefois pas dans les procès-verbaux de cette assemblée.

## Sources
- Ressource relative à la vie publique :   - Base Sycomore
- « Jean-Baptiste Brugoux », dans Adolphe Robert et Gaston Cougny, Dictionnaire des parlementaires français, Edgar Bourloton, 1889-1891 [détail de l’édition]